# Pěvecké sdružení pražských učitelů

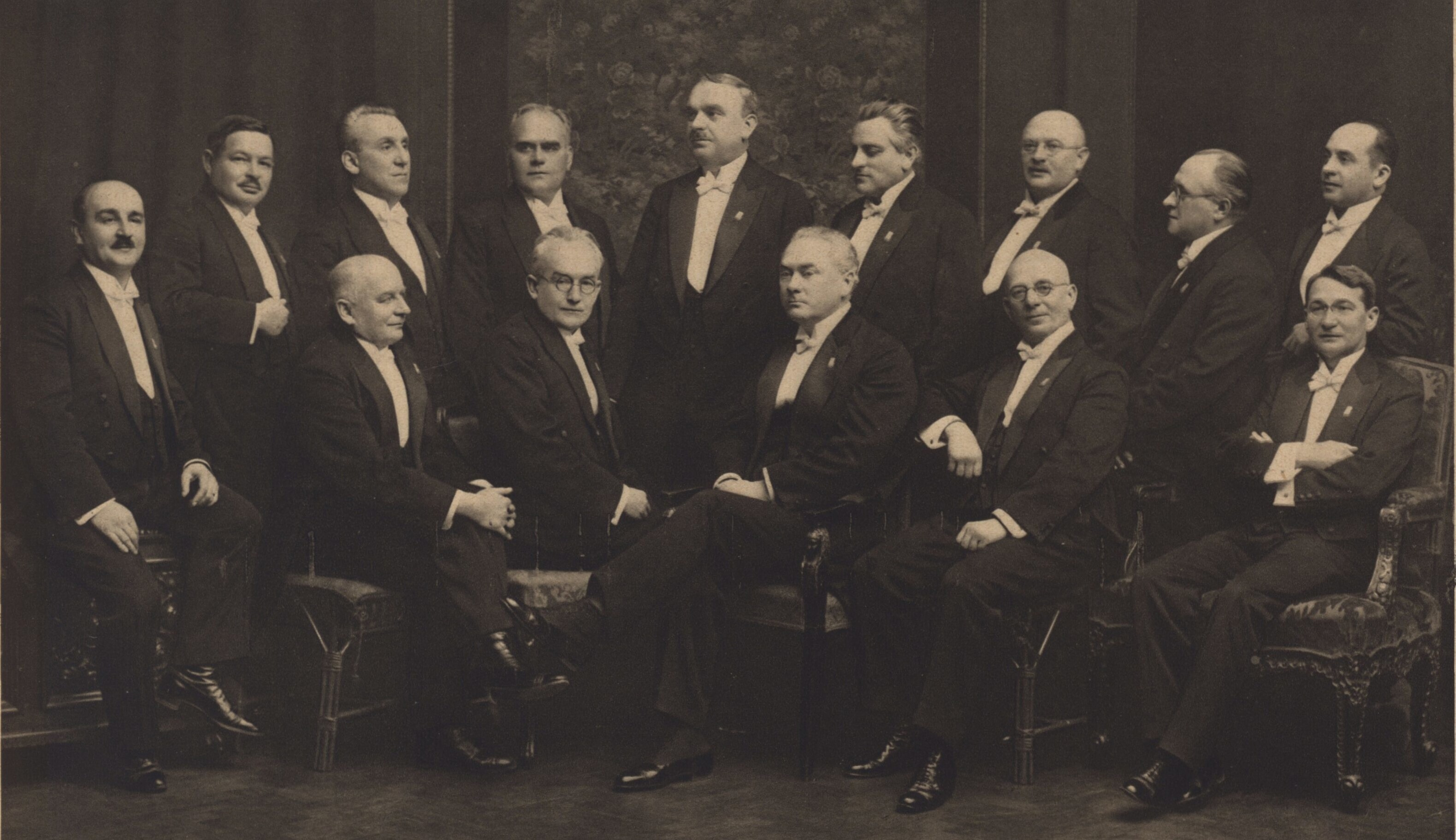
Pěvecké sdružení pražských učitelů v roce 1928.

Pěvecké sdružení pražských učitelů (PSPU) je pražský mužský pěvecký sbor založený v roce 1908 dirigentem České filharmonie prof. Františkem Spilkou. Ve svých počátcích měl asi 50 členů. V 70. a 80. letech 20. století vzrostl počet členů sdružení na 80 až 90, po roce 1989 však nastal rapidní úbytek. Proto od konce 20. století vystupuje PSPU spolu s Pražským pěveckým sborem Smetana a Pěveckým sborem Typografia v seskupení Pražské mužské sbory s přibližně 40 členy. Vedení Pražských mužských sborů převzala od září 2006 rusko-ukrajinská umělkyně Valentina Shuklina.

## Sbormistři
- prof. František Spilka (13. listopadu 1877 – 20. října 1968[2]) od založení do roku 1922[3]
- Metod Doležil (15. října 1885 – 10. října 1971[4]) v letech 1922 až 1956[3]
- Miroslav Venhoda (14. srpna 1915 – 7. května 1987[5]) od roku 1957 do března 1958[5]
- Jan Kasal[5]
- Antonín Šídlo (13. června 1925 – 10. října 2004[6]) od roku 1978[6][3]
- Jaroslav Brych (* 23. února 1964[7]) od ledna do července 1995[7]
- prof. Stanislav Pešička (31. července 1931 – 1. dubna 2008[8]) od roku 1999 do prosince 2005[8]
- Valentina Shuklina (* 21. dubna 1982[9]) od září 2006